# Bernhard Schilling (Bischof)
Bernhard Schilling SVD (* 2. Oktober 1914 in Somborn; † 16. Juni 1992) war ein deutscher Ordensgeistlicher und Apostolischer Vikar von Goroka.

## Leben
Bernhard Schilling trat der Ordensgemeinschaft der Steyler Missionare bei und empfing am 14. September 1947 das Sakrament der Priesterweihe.
Am 19. Dezember 1959 ernannte ihn Pius XII. zum Titularbischof von Callipolis und bestellte ihn zum ersten Apostolischen Vikar von Goroka. Der Erzbischof von Köln, Josef Kardinal Frings, spendete ihm am 19. März des nächsten Jahres die Bischofsweihe; Mitkonsekratoren waren Adolf Bolte, Bischof von Fulda,  und Leo Clement Andrew Arkfeld SVD, Apostolischer Vikar von Wewak. Am 22. Januar 1960 ernannte ihn der Papst zum Apostolischen Administrator von Lae.
Er nahm an allen Sitzungen des Zweiten Vatikanischen Konzils teil. Bernhard Schilling trat am 15. November 1966 als Bischof von Ruteng zurück.